# San Miguel del Valle
San Miguel del Valle – gmina w Hiszpanii, w prowincji Zamora, w Kastylii i León, o powierzchni 10,72 km². W 2011 roku gmina liczyła 174 mieszkańców.